# Cantabrana
Cantabrana è un comune spagnolo di 28 abitanti situato nella comunità autonoma di Castiglia e León.